# Passiflora jugorum
Passiflora jugorum är en passionsblomsväxtart som beskrevs av W. W. Smith. Passiflora jugorum ingår i släktet passionsblommor, och familjen passionsblomsväxter. Inga underarter finns listade i Catalogue of Life.